# گمینا پژووز
گمینا پژووز (به لهستانی:  Gmina Przewóz) یک گمینا در لهستان است که در شهرستان ژاری واقع شده‌است.
 گمینا پژووز ۱۷۸٫۳۲ کیلومتر مربع مساحت و ۳٬۲۹۳ نفر جمعیت دارد.
گمینا پژووز حاوی بخشی از منطقه حفاظت شده پارک چشم‌انداز ماسکاو بن است.

## روستاها
گمینا پژووز حاوی روستاها و شهرک های زیادی است که شامل:Dobrzyn, Dobrzyn, Jamno, Lipno, Mała Lipna, Mielno, Piotrów, Przepóz, Sanice, Sobolice, Straszów است.